# Reacció endergònica

Perfil reacció endergònica.

Una reacció endergònica és una reacció química en la qual la variació de l'energia lliure de Gibbs és positiva i per tant, és una reacció termodinàmicament no espontània a pressió i temperatura constant. S'expressa amb la següent fórmula:
{\displaystyle {\ce {\Delta G=G_{\rm {productes}}-G_{\rm {reactiuss}}>0}}}
Equació Gibbs-Helmholtz:{\displaystyle {\ce {\Delta G = \Delta H - T.\Delta S}}}
Els critèris d'espontaneïtat termodinàmica d'una reacció es poden extreure de l'equació de Gibbs-Helmholtz.
| ΔH                 | ΔS     | Espontaneïtat              |
| ------------------ | ------ | -------------------------- |
| ΔH < 0 Exotèrmica  | ΔS > 0 | ΔG < 0 Reacció exergònica  |
| ΔH < 0 Exotèrmica  | ΔS < 0 | ΔG < 0 si \|TΔS\| < \|ΔH\| |
| ΔH > 0 Endotèrmica | ΔS > 0 | ΔG < 0 si \|TΔS\| > \|ΔH\| |
| ΔH > 0 Endotèrmica | ΔS < 0 | ΔG > 0 Reacció endergònica |